# Evgeny Pashutin
Pour les articles homonymes, voir Pachoutine.
Evgeny Pashutin ou Ievgueni Iourievitch Pachoutine (en russe : Евгений Юрьевич Пашутин), né le 2 juin 1969 à Sotchi en République socialiste fédérative soviétique de Russie, est un joueur puis entraîneur russe de basket-ball évoluant au poste d’arrière.

## Biographie
Ievgueni Pachoutine est le frère du basketteur Zakhar Pachoutine.
En novembre 2013, il est nommé entraîneur de l'équipe de Russie de basket-ball.
En novembre 2014, Argýris Pedoulákis est limogé de son poste d'entraîneur de l'UNICS Kazan et est remplacé par Pachoutine.
En décembre 2019, Pachoutine est nommé entraîneur du Lokomotiv Kouban-Krasnodar, club russe, en remplacement de Luca Banchi. Son contrat est rompu d'un commun accord en décembre 2021.

## Palmarès
Joueur
- Finaliste du championnat du monde 1994
- 3e du championnat d'Europe 1997
- Champion de Russie 2003 (CSKA Moscou)

Entraîneur
- Champion de Russie 2005, 2006, 2007, 2008 (en tant qu'adjoint)
- Vainqueur de la coupe de Russie 2005, 2006, 2007 (en tant qu'adjoint)
- Vainqueur de l'Euroligue 2006 et 2008 (en tant qu'adjoint)